# Prionolabis freeborni
Prionolabis freeborni är en tvåvingeart som först beskrevs av Alexander 1943.  Prionolabis freeborni ingår i släktet Prionolabis och familjen småharkrankar. Inga underarter finns listade i Catalogue of Life.